# استفانو پیچینی
استفانو پیچینی (انگلیسی: Stefano Piccinini؛ زادهٔ ۳۱ دسامبر ۲۰۰۲) بازیکن فوتبال است.
وی همچنین در تیم ملی فوتبال زیر ۱۸ سال ایتالیا بازی کرده‌است.